# Testemunhas de Jeová - Proclamadores do Reino de Deus
Lançado em 1993, em inglês e também em várias outras línguas incluindo o português, o livro Testemunhas de Jeová - Proclamadores do Reino de Deus (Jehovah's Witnesses - Proclaimers of God's Kingdom) foi publicado pela Sociedade Torre de Vigia de Bíblias e Tratados da Pensilvânia. O lançamento ocorreu na conclusão do discurso: "Proclamadores do Reino ativos em toda a Terra", proferido no final do segundo dia do Congresso de Distrito das Testemunhas de Jeová com o tema "Ensino Divino", realizado em vários países em 1993-94. O livro não é mais publicado.

## Objetivo do livro

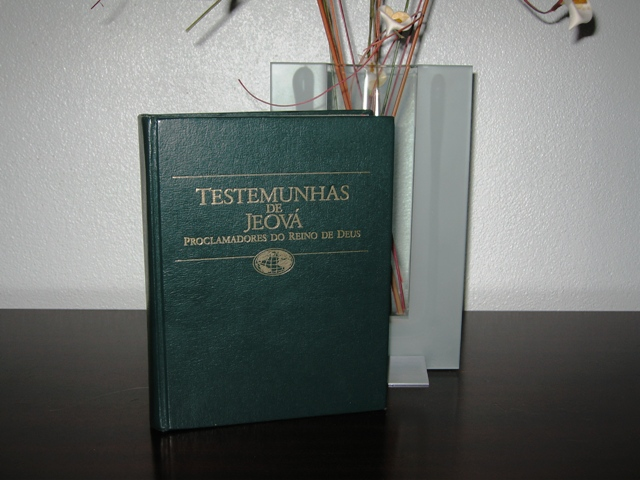
Livro "Testemunhas de Jeová - Proclamadores do Reino de Deus"

Pretendia-se que os milhões de pessoas em todo o mundo que se associam com as Testemunhas de Jeová, ficassem bem informadas sobre a história da organização com que se associam. Os editores propõem-se também responder às perguntas a respeito das Testemunhas, não só sobre as suas crenças, mas também sobre a sua origem, sua história, sua organização e seus objetivos. Consideram que outros têm escrito a seu respeito de uma forma nem sempre imparcial e declaram que ninguém conhece melhor a história moderna das Testemunhas de Jeová do que elas mesmas. Os editores afirmam que se esforçaram por apresentar a sua própria história de modo objetivo e cândido. Argumentam que fizeram isso com pormenores que só podiam ser fornecidos pelos profundamente envolvidos nos acontecimentos descritos.
O Prefácio, assinado pelos editores, expressa o objetivo desta publicação da seguinte forma:
"As Testemunhas de Jeová são bem conhecidas. A sua pregação e sua maneira de adorar têm penetrado em grupos nacionais e raciais no mundo inteiro, e têm sido aceitas por jovens e idosos de todos os níveis econômicos e educacionais. Seu zelo como proclamadores do Reino de Deus tem impressionado até mesmo a seus críticos. O amor recíproco que demonstram faz com que mesmo alguns que não são Testemunhas gostariam que mais pessoas agissem assim."
"Todavia, muitos ainda se perguntam: ‘Quem são realmente as Testemunhas de Jeová?’ Outros têm escrito a respeito delas, nem sempre de modo imparcial. Provavelmente, não conheciam todos os fatos. É certo que ninguém conhece melhor a sua história moderna do que elas próprias. Os redatores desta obra empenharam-se em ser objetivos e em apresentar uma história cândida. Para todos os que estão a par do que a Bíblia prediz para os últimos dias, será especialmente esclarecedora esta história de um povo que intensamente crê e prega o que a Bíblia diz."

## Conteúdo do livro
Esta obra de grande dimensão, com cerca de 750 páginas, é o registro oficial mais informativo e abrangente existente sobre as Testemunhas de Jeová. 
Por volta do fim de 1995 já estava disponível em 28 línguas. Estas incluíam, além do inglês (também em braile), 12 línguas européias, 7 do Oriente e 7 da África.
O livro é dividido em sete partes principais:
- Parte 1 - Esta secção trata das raízes históricas das Testemunhas de Jeová. Inclui uma concisa visão geral da sua história moderna, de 1870 até 1992.
- Parte 2 - Contém uma recapitulação do desenvolvimento progressivo das crenças que diferenciam as Testemunhas de Jeová de outros grupos religiosos.
- Parte 3 - Esta parte do livro examina o desenvolvimento da estrutura da sua organização. Relata informações sobre as suas reuniões congregacionais e os seus congressos, bem como sobre o modo de construírem Salões do Reino, Salões de Assembleias maiores, e instalações para a publicação de literatura bíblica. Descreve o modo como as Testemunhas de Jeová proclamam a sua mensagem sobre o Reino de Deus e os sentimentos que manifestam ao cuidarem umas das outras em épocas de crise.
- Parte 4 - Inclui pormenores sobre o que chamam de proclamação do Reino de Deus e como tem sido estendida a países grandes e a ilhas remotas em todo o globo. Inclui diversas experiências dos que participaram nessa expansão global.
- Parte 5 - A realização de toda a sua vasta obra de evangelização exigiu o desenvolvimento de instalações internacionais para a publicação de Bíblias, bem como de literatura bíblica em mais de duzentas línguas. Esta secção apresenta dados sobre estes aspectos.
- Parte 6 - Esta parte do livro relata como a fé das Testemunhas de Jeová foi testada ao enfrentarem provações severas, que consideram terem origem na imperfeição humana, na actuação de dissidentes apóstatas e, especialmente, devido a perseguição.
- Parte 7 - Em conclusão, o livro apresenta as razões por que as Testemunhas de Jeová estão firmemente convencidas de que a organização de que fazem parte está sendo guiada por Deus. Considera também por que, tanto em sentido organizacional como pessoal, sentem a necessidade de continuar vigilantes.

Este volume é profusamente ilustrado com mais de mil fotos reunidas de 96 países, algumas delas ilustrando eventos com mais de um século. Inclui também uma parte de 50 páginas de fotos a cores, apresentando a sede mundial da Sociedade Torre de Vigia, bem como muitas das suas filiais e congéneres, usadas pelas Testemunhas de Jeová em todo o mundo.
Na edição em português, as páginas 208-9 mostram os prédios usados pela Sociedade um século atrás na região de Pittsburgh. As páginas 216-17 apresentam os prédios usados mais tarde em Brooklyn, Nova Iorque, Estados Unidos da América. As gravuras nas páginas 352-6 podem ajudar o leitor a visualizar a sede mundial na ocasião do lançamento do livro. Os capítulos 26 e 27 fornecem detalhes sobre o trabalho feito em Betel, e as páginas 295-8 dão mais informações sobre a vida em Betel.
As datas e os eventos notáveis na história das Testemunhas de Jeová estão alistados nas páginas 718-23 do livro Proclamadores, como usualmente é designado de forma abreviada.

### Sites oficiais das Testemunhas de Jeová
- (em português) - Site oficial das Testemunhas de Jeová
- (em português) - Tradução do Novo Mundo das Escrituras Sagradas Bíblia on-line

### Outras ligações de interesse
- (em inglês) - Museu do Holocausto em Washington - Seção reservada às Testemunhas de Jeová